# براتریتسه
براتریتسه (به چکی: Bratřice) یک منطقهٔ مسکونی در جمهوری چک است که در ناحیه پلهریموو واقع شده‌است. براتریتسه ۱۰٫۳۴ کیلومتر مربع مساحت و ۱۵۳ نفر جمعیت دارد و ۵۶۸ متر بالاتر از سطح دریا واقع شده‌است.